# Wereldbeker schaatsen 2017/2018 - Wereldbeker 3
De wereldbeker schaatsen 2017/2018 wereldbeker 3 was de derde wedstrijd van het wereldbekerseizoen en vond plaats van 1 tot en met 3 december 2017 op de Olympic Oval in Calgary, Canada.

## Tijdschema
| Datum               | Tijd (MET) | Onderdeel                                                                                    |
| ------------------- | ---------- | -------------------------------------------------------------------------------------------- |
| Vrijdag 1 december  | 20:30      | 3000 m vrouwen 5000 m mannen teamsprint vrouwen teamsprint mannen                            |
| Zaterdag 2 december | 20:00      | 1000 m vrouwen 1000 m mannen ploegenachtervolging vrouwen ploegenachtervolging mannen        |
| Zondag 3 december   | 20:30      | 500 m vrouwen 1500 m mannen 1500 m vrouwen 500 m mannen massastart vrouwen massastart mannen |

## Podia

### Mannen
| Wedstrijd            | Goud                                                    | Tijd       | Zilver                                                  | Tijd    | Brons                                                             | Tijd    |
| 500 m                | Alex Boisvert-Lacroix Canada                            | 34,31      | Cha Min-kyu Zuid-Korea                                  | 34,31   | Mika Poutala Finland                                              | 34,38   |
| 1000 m               | Kai Verbij Nederland                                    | 1.06,93    | Kjeld Nuis Nederland                                    | 1.06,96 | Håvard Holmefjord Lorentzen Noorwegen                             | 1.06,98 |
| 1500 m               | Denis Joeskov Rusland                                   | 1.41,33 BR | Koen Verweij Nederland                                  | 1.41,95 | Kjeld Nuis Nederland                                              | 1.42,27 |
| 5000 m               | Sven Kramer Nederland                                   | 6.07,04    | Ted-Jan Bloemen Canada                                  | 6.08,54 | Patrick Beckert Duitsland                                         | 6.10,80 |
| Massastart           | Andrea Giovannini Italië                                | 7.01,29    | Reyon Kay Nieuw-Zeeland                                 | 7.06,60 | Wang Hongli China                                                 | 7.06,92 |
| Teamsprint           | Canada Laurent Dubreuil Vincent De Haître Gilmore Junio | 1.17,31 WR | Rusland Aleksej Jesin Michail Kazelin Artjom Koeznetsov | 1.18,25 | Nederland Ronald Mulder Pim Schipper Kai Verbij                   | 1.18,53 |
| Ploegenachtervolging | Nederland Jan Blokhuijsen Sven Kramer Koen Verweij      | 3.36,11BR  | Japan Seitaro Ichinohe Shota Nakamura Shane Williamson  | 3.38,65 | Noorwegen Håvard Bøkko Simen Spieler Nilsen Sverre Lunde Pedersen | 3.38,94 |

### Vrouwen
| Wedstrijd            | Goud                                                          | Tijd       | Zilver                                                            | Tijd    | Brons                                                | Tijd    |
| 500 m                | Nao Kodaira Japan                                             | 36,53 BR   | Lee Sang-hwa Zuid-Korea                                           | 36,86   | Arisa Go Japan                                       | 37,06   |
| 1000 m               | Heather Bergsma Verenigde Staten                              | 1.13,37    | Jekaterina Sjichova Rusland                                       | 1.13,70 | Marrit Leenstra Nederland                            | 1.13,72 |
| 1500 m               | Miho Takagi Japan                                             | 1.51,79    | Marrit Leenstra Nederland                                         | 1.52,06 | Jekaterina Sjichova Rusland                          | 1.53,52 |
| 3000 m               | Miho Takagi Japan                                             | 3.57,09    | Antoinette de Jong Nederland                                      | 3.57,78 | Ireen Wüst Nederland                                 | 3.58,10 |
| Massastart           | Claudia Pechstein Duitsland                                   | 8.38,89    | Elena Møller-Rigas Denemarken                                     | 8.39,43 | Nana Takagi Japan                                    | 8.39,65 |
| Teamsprint           | Rusland Olga Fatkoelina Angelina Golikova Jelizaveta Kazelina | 1.24,84    | Noorwegen Hege Bøkko Ida Njåtun Martine Ripsrud                   | 1.26,38 | China Shi Xiaoxuan Tian Ruining Zhao Xin             | 1.26,65 |
| Ploegenachtervolging | Japan Ayaka Kikuchi Miho Takagi Nana Takagi                   | 2.53,88 WR | Duitsland Roxanne Dufter Gabriele Hirschbichler Claudia Pechstein | 2.56,76 | Canada Ivanie Blondin Kali Christ Isabelle Weidemann | 2.56,80 |